# Identidade de Parseval
Na análise matemática, a identidade de Parseval, em homenagem a Marc-Antoine Parseval, é um resultado fundamental na somatória da série de Fourier de uma função. Geometricamente, é um teorema de Pitágoras generalizado para espaços de produtos internos (que podem ter uma infinidade incontável de vetores de base). A identidade do Parseval também é chamada de teorema da energia ou teorema da energia de Rayleigh.
Informalmente, a identidade afirma que a soma dos quadrados dos coeficientes de Fourier de uma função é igual à integral do quadrado da função,
{\displaystyle \Vert f\Vert _{L^{2}(-\pi ,\pi )}^{2}=\int _{-\pi }^{\pi }|f(x)|^{2}\,dx=2\pi \sum _{n=-\infty }^{\infty }|c_{n}|^{2}}
onde os coeficientes de Fourier {\displaystyle c_{n}} de {\displaystyle f} são dados por
{\displaystyle c_{n}={\frac {1}{2\pi }}\int _{-\pi }^{\pi }f(x)e^{-inx}\,dx.}
Mais formalmente, o resultado é válido conforme declarado fornecido {\displaystyle f} é uma função quadrada integrável ou, mais geralmente, no espaço Lp {\displaystyle L^{2}[-\pi ,\pi ].} Um resultado semelhante é o teorema de Plancherel, que afirma que a integral do quadrado da transformada de Fourier de uma função é igual à integral do quadrado da própria função. Em uma dimensão, para{\displaystyle f\in L^{2}(\mathbb {R} ),}
{\displaystyle \int _{-\infty }^{\infty }|{\hat {f}}(\xi )|^{2}\,d\xi =\int _{-\infty }^{\infty }|f(x)|^{2}\,dx.}

## Definição
Seja {\displaystyle {\hat {u}}_{1},{\hat {u}}_{2},...} um conjunto ortonormal de vetores em um espaço euclidiano de dimensão infinita, e seja {\displaystyle {\hat {u}}} um vetor qualquer nesse espaço. Temos que,
{\displaystyle \textstyle \sum _{k=1}^{\infty }\displaystyle ({\hat {u}}\cdot {\hat {u_{k}}})^{2}=\mid \mid {\hat {u}}\mid \mid ^{2}}
Essa expressão é a famosa igualdade de Parseval. A mesma expressão também pode ser usada indicando uma desigualdade, a chamada desigualdade de Bessel.
{\displaystyle \textstyle \sum _{k=1}^{\infty }\displaystyle ({\hat {u}}\cdot {\hat {u_{k}}})^{2}\leq \mid \mid {\hat {u}}\mid \mid ^{2}}
No caso das séries de Fourier, essa igualdade é dada por
{\displaystyle \mid \mid f\mid \mid ^{2}={\frac {1}{\pi }}\int _{-\pi }^{\pi }f(x)^{2}dx={\frac {A_{0}}{2}}+\textstyle \sum _{k=1}^{\infty }\displaystyle (a_{k}^{2}+b_{k}^{2})}

## Teorema
Seja {\displaystyle f}uma função diferenciável continuamente por partes em [-π,π], então seu desenvolvimento em serie de Fourier converge pontualmente em [-π,π] e assume em {\displaystyle x_{0}}o valor {\displaystyle {\frac {f(x_{o}^{+})+f(x_{o}^{-})}{2}}}
Note que ao escrevermos a série de Fourier da função {\displaystyle f} na forma abaixo estamos implicando que a série converge em média para {\displaystyle f(x)}.
{\displaystyle f(x)={\frac {A_{0}}{2}}+\textstyle \sum _{k=1}^{\infty }\displaystyle (A_{k}\cos(kx)+B_{k}\operatorname {sen}(kx))}
{\displaystyle \lim _{N\to \infty }||f-\textstyle \sum _{k=1}^{\infty }\displaystyle (A_{k}\cos(kx)+B_{k}\operatorname {sen}(kx))||\longrightarrow C}
Entretanto, o teorema apresentado explicita as condições nas quais ocorre a convergência pontual. Ou seja, o desenvolvimento em série de Fourier de uma função {\displaystyle f(x)} entre [-π,π] diferenciável continuamente por partes converge para {\displaystyle f(x_{0})}quando {\displaystyle x_{0}} é um ponto de continuidade da função em questão.